# Václavov u Bruntálu
Václavov u Bruntálu település Csehországban, Bruntáli járásban. Václavov u Bruntálu Rudná pod Pradědem, Moravskoslezský Kočov, Malá Morávka, Dolní Moravice, Břidličná, Malá Štáhle, Valšov, Staré Město és Velká Štáhle településekkel határos. Lakosainak száma 488 fő (2024. január 1.).

## Népesség
A település lakosságának változását az alábbi diagram mutatja:
| Lakosok száma | 1308 | 1197 | 1027 | 472  | 458  | 483  | 444  | 461  | 485  | 488  |
|               | 1869 | 1890 | 1921 | 1950 | 1980 | 2001 | 2017 | 2019 | 2022 | 2024 |